# Dipodomys phillipsii
La rata canguro del centro o rata canguro común (Dipodomys phillipsii) es una especie de roedor castorimorfo de la familia Heteromyidae. Es endémica de México. Su hábitat natural son los desiertos cálidos.
La especie lleva el nombre de John Phillips, un funcionario de una empresa minera mexicana que envió especímenes zoológicos, incluido la especie tipo de esta rata canguro, al Museo Británico.

## Distribución geográfica
Es  endémica de México. Su distribución se extiende desde la parte central del Estado de Durango hacia el sur hasta la parte norte del Estado de Oaxaca. Hubo un tiempo en que estuvo presente en el Valle de México, pero desde entonces ha desaparecido allí. Su rango altitudinal es de 950 a 2850 metros (3120 a 9350 pies). El hábitat típico de la especie es tierra árida o semiárida con suelo desnudo, pasto corto, malezas, parches de arbustos espinosos bajos, tuna y otras especies de cactus.

## Descripción
La rata canguro de Phillips es un roedor de tamaño moderado con un cuerpo pequeño y una cola larga en forma de estandarte. Los incisivos son más pequeños y menos prominentes que los de otras ratas canguro. Hay cuatro dedos en las patas traseras. El pelaje varía desde ocre, pasando por canela hasta marrón/negro. Hay marcas negruzcas en la cara y la cola tiene franjas laterales oscuras que se unen cerca de la punta blanca. Los sexos son similares en apariencia, pero existe una variación considerable en tamaño y coloración a lo largo del área de distribución del animal. Los individuos de las poblaciones del sur son más pequeños y pálidos, y tienen una longitud total de aproximadamente 26 centímetros (10,2 plg) incluida una cola de 16,5 centímetros (6,5 plg). Los individuos del norte son de tamaño mediano a grande, de color pálido y tienen un cráneo bastante ancho. Los individuos de la parte central del área de distribución son medianos o grandes y de color más oscuro.

## Hábitat
Su hábitat natural son: los desiertos áridos
2.757 / 5.000

## Ecología
La rata canguro de Phillips es nocturna y vive en una madriguera durante el día. Algunas madrigueras tienen una única entrada de aproximadamente 7,5 cm (3 plg) de diámetro, que ingresa al suelo en un ligero ángulo, mientras que otras tienen varias entradas separadas por aproximadamente un metro. Los túneles constan de tubos cilíndricos curvos de aproximadamente 5 cm (2 plg) de diámetro y una cámara terminal. La rata canguro de Phillips busca alimento en las noches tranquilas, incluso en climas helados, pero no se aventura a salir durante tormentas severas. Parece que estas ratas canguro a veces comparten sus madrigueras con el ratón de bolsillo sedoso (Perognathus flavus).
Poco se sabe sobre los hábitos reproductivos de esta rata canguro, pero en junio y octubre se encontraron hembras que contenían dos o tres embriones y, cuando se intentó atrapar al animal, se capturaron juveniles en siete meses del año. Los hábitos alimentarios también son oscuros, pero se han encontrado semillas y pequeñas hojas verdes en las bolsas de las mejillas del animal, y se han encontrado hojas de diente de león en una madriguera.

## Estado
La rata canguro de Phillips es común dentro de su extensa área de distribución; Se supone que la población es numerosa y parece estable. Por estos motivos, la UICN clasifica la especie como de "precupación menor".

## Historia taxonómica
En la descripción de especie de 1841 de John Edward Gray, nombró a la especie Dipodomys phillipii. Esto ha sido considerado como un tipográfico error considerando que Gray se refirió a la especie como D. phillipsii en un artículo del año siguiente. Otros autores utilizaron diversas ortografías; Elliott Coues usó la ortografía D. phillipsi.